# Hyperolius viridiflavus
Hyperolius viridiflavus — вид жаб родини жаб-стрибунців (Hyperoliidae). Інша назва — очеретянка мінлива.

## Поширення
Цей вид зустрічається від північно-західної частини Ефіопії через Південний Судан до крайньої південної частини Судану, у західній частині Кенії, в Уганді, Руанді, Бурунді, північно-західній частині Танзанії, північно-східній частині Демократичної Республіки Конго і, можливо, східній частині Центральноафриканської Республіки. Центральноафриканська Республіка включена у карту поширення цього виду, незважаючи на те, що присутність виду в цій країні є невизначеною.

## Спосіб життя
Цей вид пов'язаний з використанням надводної рослинності по краях боліт, річок і озер у всіх типах саван, лугів, лісів і заростях чагарників, а також багатьох антропогенних середовищах проживання, в тому числі оброблювані землі, міста і сади. Він розмножується в найрізноманітніших водоймах. Ікра відкладається безпосередньо у воду. Мінливі очеретянки мають дивовижну спроможність — під час періоду парування вони можуть змінювати свою стать з жіночої на чоловічу. Так земноводні вирішують проблему нестачі самців.